# Ziegfeld Follies

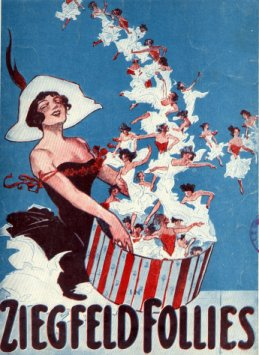
Arte promocional para 1912 Ziegfeld Follies

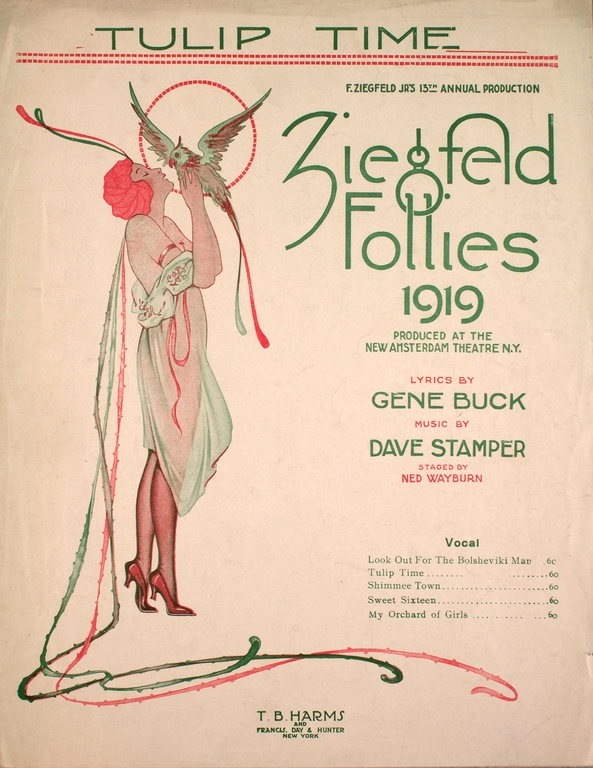
Partituras para uma música dos 1919 Ziegfeld Follies

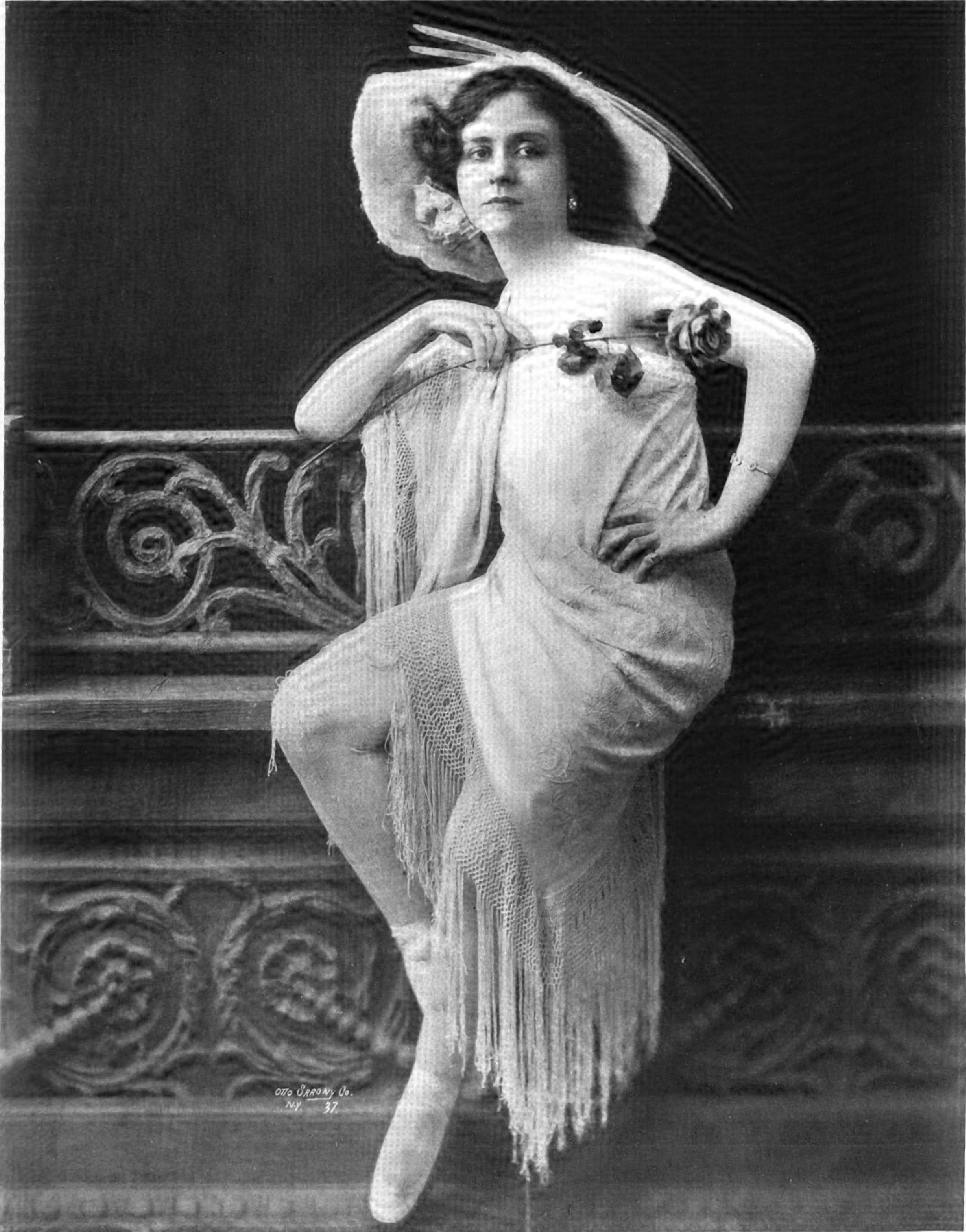
Mlle. Dazie 1908

Ziegfeld Follies foi uma série de elaboradas produções teatrais de revistas na Broadway na cidade de Nova York de 1907 a 1931, com renovações em 1934 e 1936. Eles se tornaram um programa de rádio em 1932 e 1936 como The Ziegfeld Follies of the Air.

## Fundação e história
Inspirados no Folies Bergère de Paris, os Ziegfeld Follies foram concebidos e montados por Florenz Ziegfeld Jr., supostamente por sugestão de sua então esposa, a atriz e cantora Anna Held. Os produtores dos shows eram os maiores produtores da virada do século XX, Klaw & Erlanger.
The Follies era uma série de revistas luxuosas, algo entre os shows posteriores da Broadway e o vaudeville e show de variedades mais elaborado e sofisticado. O primeiro Follies foi produzido em 1907 no teatro Jardin de Paris.
Durante a era Follies, muitos dos principais artistas, incluindo W. C. Fields, Eddie Cantor, Josephine Baker, Fanny Brice, Ann Pennington, Bert Williams, Eva Tanguay, Bob Hope, Will Rogers, Ruth Etting, Ray Bolger, Helen Morgan e Louise Brooks, Marilyn Miller, Ed Wynn, Gilda Gray, Nora Bayes e Sophie Tucker apareceram nos shows.
Os Ziegfeld Follies também eram famosos por exibirem muitas garotas bonitas do coro, comumente conhecidas como Ziegfeld Girls, que "desfilavam subindo e descendo lances de escadas como qualquer coisa, desde pássaros a navios de guerra". Elas geralmente usavam roupas elaboradas de designers como Erté, Lady Duff Gordon e Ben Ali Haggin.
Os "tableaux vivants" foram projetados por Ben Ali Haggin entre 1917 e 1925. Joseph Urban foi o designer cênico dos shows Follies a partir de 1915.
Após a morte de Ziegfeld, sua viúva, a atriz Billie Burke, autorizou o uso de seu nome para Ziegfeld Follies em 1934 e 1936 a Jake Shubert, que então produziu os Follies. Mais tarde, o nome foi usado por outros promotores na cidade de Nova York, Filadélfia, e novamente na Broadway, com menos conexão com os Follies originais. Esses esforços posteriores falharam. Quando o show saiu em turnê, a edição de 1934 foi gravada na íntegra, da abertura à música play-out, em uma série de discos de 78 rpm, editados pelo produtor David Cunard para formar um álbum com os destaques da produção. e que foi lançado como um CD em 1997.

## Filmes baseados em Ziegfeld Follies

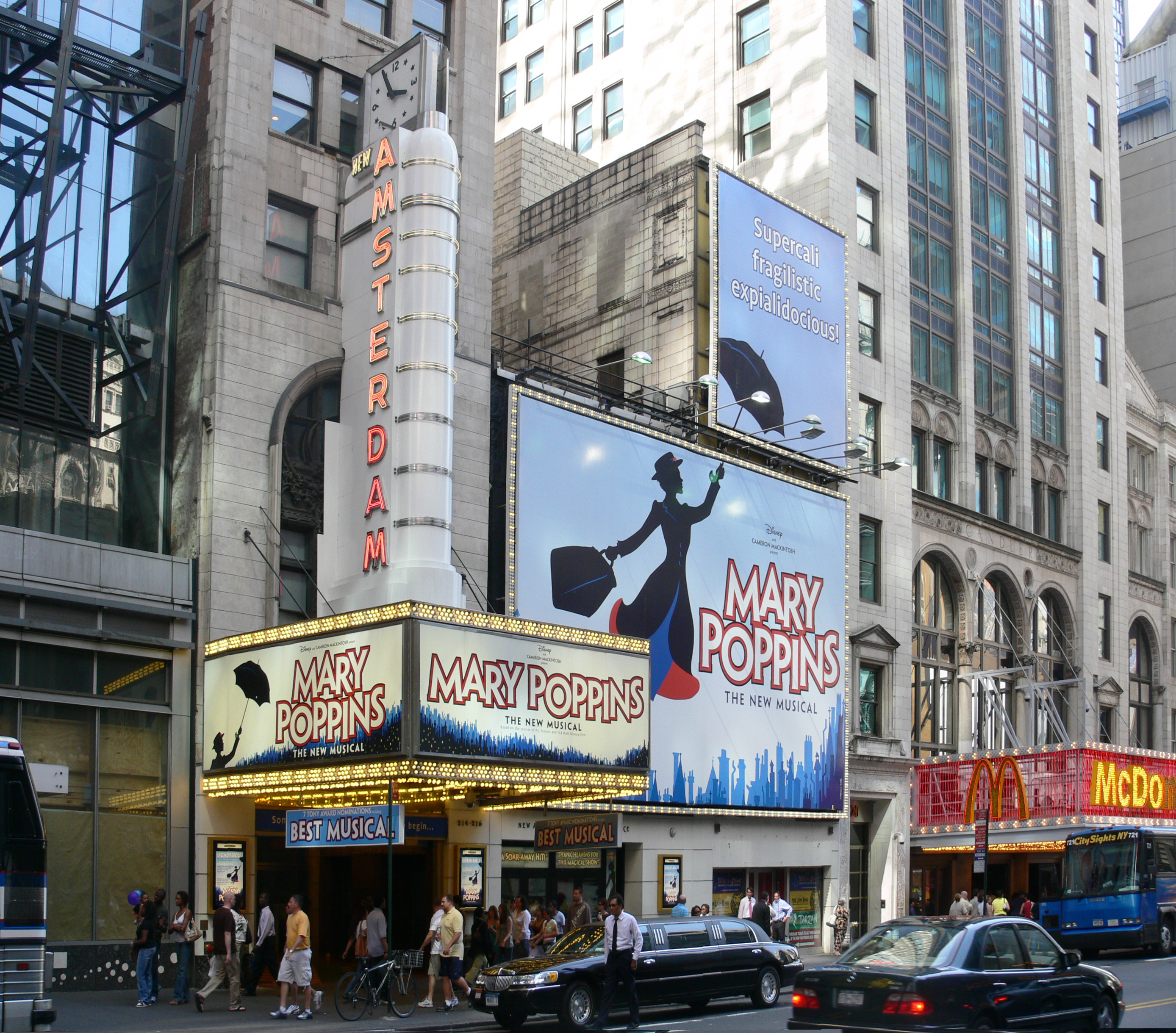
New Amsterdam Theatre, Nova Iorque

Em 1937, no 9º Oscar, o filme da Metro-Goldwyn-Mayer, O Grande Ziegfeld produzido no ano anterior, ganhou o prêmio de Melhor Filme (chamado "Produção em Destaque"), estrelado por William Powell como Florenz Ziegfeld, Jr. e co-estrelado por Myrna Loy (como a segunda esposa de Ziegfeld, Billie Burke), Luise Rainer (como Anna Held, que ganhou-lhe um Oscar de Melhor Atriz), e Frank Morgan como Jack Billings. Com números de Ray Bolger, Dennis Morgan, Virginia Bruce e Harriet Hoctor, o filme deu uma ideia de como eram os Follies. A parada do show foi a composição de Irving Berlin, "Uma garota bonita é como uma melodia", que, por si só, custa mais para produzir do que um dos shows inteiros de Ziegfeld.
Em 1941, a MGM lançou Ziegfeld Girl, estrelado por Judy Garland, Lana Turner, Hedy Lamarr, James Stewart e Tony Martin. O filme foi ambientado na década de 1920. Números célebres de Ziegfeld Revues foram recriados, incluindo o famoso conjunto "Wedding Cake", usado no filme anterior de Metro, The Great Ziegfeld. Judy Garland foi filmada em cima do bolo. Charles Winninger, que se apresentou no Follies de 1920, apareceu como "Ed Gallagher"  com o parceiro de vida real de Gallagher, Al Shean, para recriar a famosa canção da dupla "Mister Gallagher and Mister Shean". Segundo fontes modernas, o personagem de Turner foi modelado após a Ziegfeld Girl, Lillian Lorraine, que sofreu uma queda bêbada no poço da orquestra durante um número extravagante.
Em 1946, a MGM lançou um terceiro longa-metragem baseado nos programas de Ziegfeld Follies intitulados Ziegfeld Follies com Fred Astaire, Judy Garland, Lena Horne, William Powell (como Ziegfeld), Gene Kelly, Fanny Brice, Red Skelton, Esther Williams, Cyd Charisse, Lucille Ball, Kathryn Grayson e outros cantando canções e desenhos semelhantes aos do Follies original. Ziegfeld Follies foi premiado com o "Grand Prix da Comédia Musical" no Festival de Cannes de 1947 e recebeu uma indicação ao Oscar de Melhor Decoração de Direção de Arte (preto e branco).
O musical de 1964 Funny Girl, estrelado por Barbra Streisand como Fanny Brice, descreve o sucesso de Fanny Brice com os Follies. O filme de Funny Girl da Columbia Pictures de 1968 também estrelou Barbra Streisand como Brice e Walter Pidgeon como Florenz Ziegfeld.

## The Follies
- Loucuras de 1907, 1908, 1909, 1910 no Jardin de Paris
- Ziegfeld Follies de 1911 no Jardin de Paris
- Loucuras de Ziegfeld de 1912 no Moulin Rouge
- Ziegfeld Follies de 1913, 1914, 1915, 1916, 1917, 1918, 1919, 1920 no New Amsterdam Theatre
- Ziegfeld Follies de 1921 no Globe Theatre
- Ziegfeld Follies de 1922, 1923, 1924, 1925, 1927 no New Amsterdam Theatre
- Loucuras de Ziegfeld de 1931 no Teatro Ziegfeld
- Loucuras de Ziegfeld de 1934 no Winter Garden Theatre
- Loucuras de Ziegfeld de 1936 no Winter Garden Theatre
- Ziegfeld Follies de 1943, 1957 no Winter Garden Theatre

## Artistas: ano a ano
| 1907 - Nora Bayes (joined the cast later in run) - Helen Broderick - Emma Carus - Mlle. Dazie - Grace La Rue - Edna Luby - Harry Watson Jr. 1908 - Nora Bayes - Mlle. Dazie - Grace La Rue - Harry Watson Jr. - The Ziegfeld Girls (including Mae Murray) - Marjorie Bonner 1909 - Nora Bayes - Bessie Clayton - Lillian Lorraine - Jack Norworth - Sophie Tucker - The Ziegfeld Girls 1910 - Fanny Brice - Anna Held (in a filmed sequence) - Lillian Lorraine - Bert Williams - The Ziegfeld Girls - Bobby North 1911 - Fanny Brice - Bert Williams - The Dolly Sisters - Leon Errol - Lillian Lorraine - Vera Maxwell - Bessie McCoy - Bert Williams - The Ziegfeld Girls (including Jeanne Eagels) 1912 - Bernard Granville - Leon Errol - Lillian Lorraine - Josie Sadler - Rae Samuels - Harry Watson Jr. - Bert Williams - The Ziegfeld Girls 1913 - Elizabeth Brice - Leon Errol - Jose Collins - Ann Pennington - Frank Tinney - Nat M. Wills - The Ziegfeld Girls 1914 - Leon Errol - Annette Kellermann - Vera Maxwell - Vera Michelena - Ann Pennington - Bert Williams - Ed Wynn - The Ziegfeld Girls | 1915 - Bernard Granville - Ina Claire - Leon Errol - W. C. Fields - Justine Johnstone - Mae Murray - Ann Pennington - Ed Wynn - Bert Williams - The Ziegfeld Girls (including Helen Barnes, Marion Davies, Odette Myrtil and Olive Thomas) 1916 - Fanny Brice - Ina Claire - W. C. Fields - Allyn King - Bird Millman - Ann Pennington - Will Rogers - Bert Williams - Marion Davies - Bernard Granville - The Ziegfeld Girls (including Irene Hayes, Julanne Johnston and Lilyan Tashman) 1917 - Diana Allen - Elvira Amazar - Fanny Brice - Eddie Cantor - Dolores - The Fairbanks Twins - Allyn King - William E. Ritchie - Will Rogers - Lilyan Tashman - Bert Williams - The Ziegfeld Girls (including Peggy Hopkins Joyce) 1918 - Jay Brennan - Eddie Cantor - Frank Carter - The Fairbanks Twins - W. C. Fields - Joe Frisco - Pauline Hall - Kay Laurell - Lillian Lorraine - Allyn King - Marilyn Miller - Ann Pennington - Bert Savoy - The Ziegfeld Girls (including Doris Eaton and Nita Naldi) 1919 - Eddie Cantor - DeLyle Alda - Johnny and Ray Dooley - Eddie Dowling - The Fairbanks Twins - Margaret Fitzgerald - Allyn King - Bette Morton - Marilyn Miller - Van and Schenck - John Steel - Bert Williams - The Ziegfeld Girls (including Billie Dove and Mary Hay) | 1920 - Fanny Brice - DeLyle Alda - Eddie Cantor - Jack Donahue - Ray Dooley - Mary Eaton - W. C. Fields - Bernard Granville - Art Hickman's Orchestra - Allyn King - Moran and Mack - Van and Schenck - Charles Winninger - The Ziegfeld Girls (including Juliette Compton and Dorothy Mackaill) 1921 - Fanny Brice - Mary Eaton - W. C. Fields - Raymond Hitchcock - Vera Michelena - Van and Schenck - The Ziegfeld Girls (including Anastasia Reilly and Mary Nolan) - Germaine Mitti and Eugene Tillio 1922 - Mary Eaton - Gallagher and Shean - Gilda Gray - Nervo and Knox - Olsen and Johnson - Will Rogers - Jack Whiting - The Ziegfeld Girls (including Barbara Stanwyck and Geneva Mitchell) 1923 - Fanny Brice - James J. Corbett - Ann Pennington - Bert & Betty Wheeler - Paul Whiteman - The Ziegfeld Girls (including Lina Basquette and Dolores Costello) 1924–25 - Billie Burke - Ray Dooley (joined the cast later in run) - W. C. Fields (joined the cast later in run) - Lupino Lane - Ann Pennington - Will Rogers - Vivienne Segal - Ethel Shutta - Frank Tinney - Dorothy Wegman - Blanche Satchel - The Ziegfeld Girls (including Louise Brooks, Claire Dodd, Peggy Fears and Dorothy Sebastian) 1927 - Eddie Cantor - Cliff Edwards - Ruth Etting - Frances Upton - The Brox Sisters - Claire Luce - Dorothy Wegman - The Ziegfeld Girls (including Joan Blondell and Paulette Goddard) | 1931 - Faith Bacon - Buck & Bubbles - Albert Carroll - Dorothy Dell - Pearl E'doire - Ruth Etting - Helen Morgan - Agatha Hoff - Hal Le Roy - Mitzi Mayfair - Ernest McChesney - Jack Pearl - Harry Richman - The Ziegfeld Girls (including Iris Adrian, Virginia Biddle, Jean Howard and Mona Louise Parsons) 1934 - Eve Arden - Fanny Brice - Robert Cummings - Buddy and Vilma Ebsen - Jane Froman - Agatha Hoff - Vivi Janiss - Willie and Eugene Howard - Everett Marshall - June and Cherry Preisser - The Ziegfeld Girls 1936 - Eve Arden - Fanny Brice - Josephine Baker - Judy Canova - Bobby Clark (replacement) - George Church - Cass Daley (replacement) - Harriet Hoctor - Bob Hope - Gypsy Rose Lee (replacement) - The Nicholas Brothers - Gertrude Niesen - June and Cherry Preisser - The Ziegfeld Girls 1943 - Bil and Cora Baird - Milton Berle - Eric Blore (replacement) - Jack Carter (replacement) - Jack Cole - Howard Jackson - Ilona Massey - Dean Murphy - Arthur Treacher - Tommy Wonder - The Ziegfeld Girls 1956 (Boston) - Bea Arthur - Tallulah Bankhead - Carol Haney - Julie Newmar - The Ziegfeld Girls 1957 - Billy DeWolfe - Harold Lang - Carol Lawrence - Beatrice Lillie - Jane Morgan - The Ziegfeld Girls |

## Ziegfeld girls

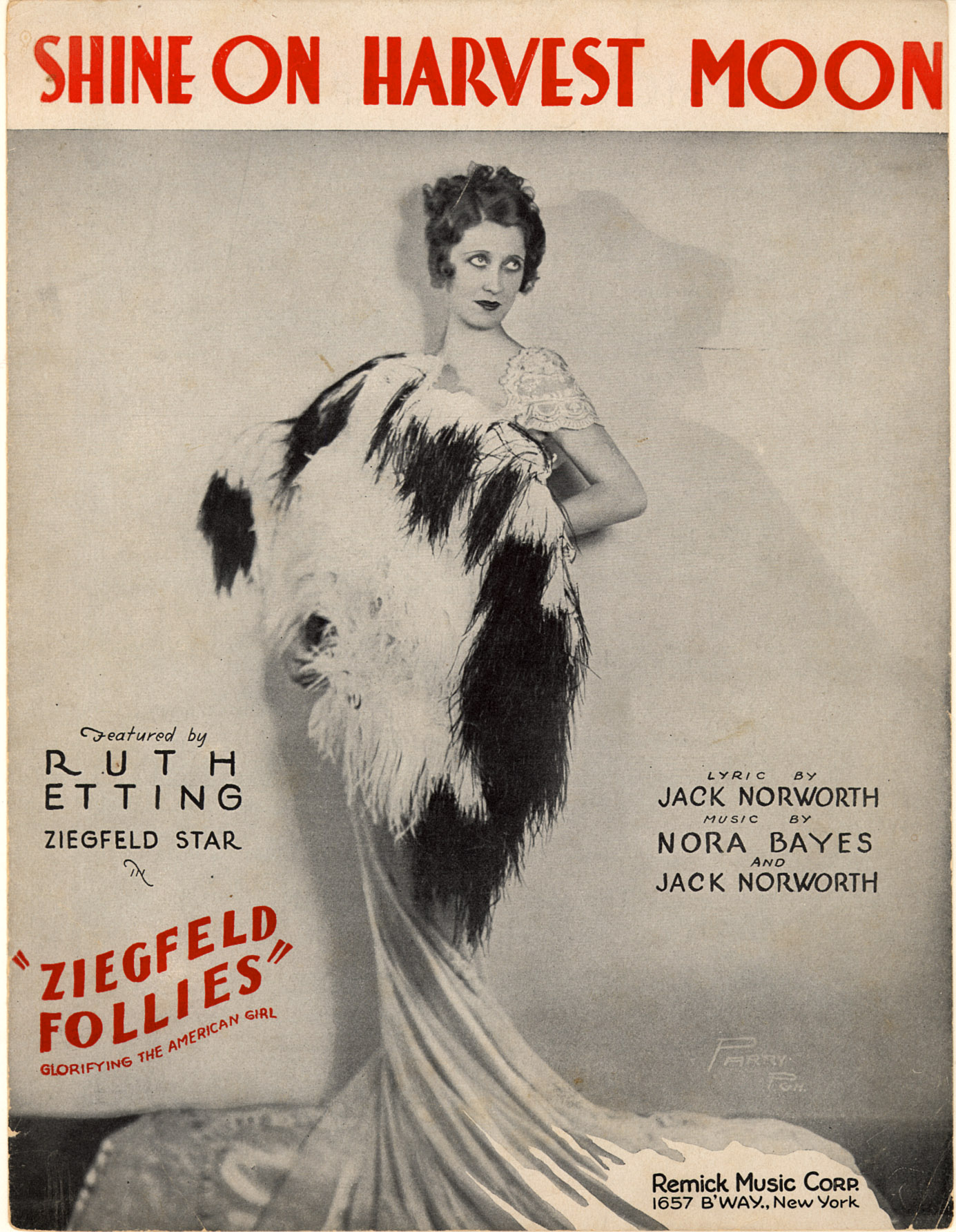
Ruth Etting das loucuras de Ziegfeld
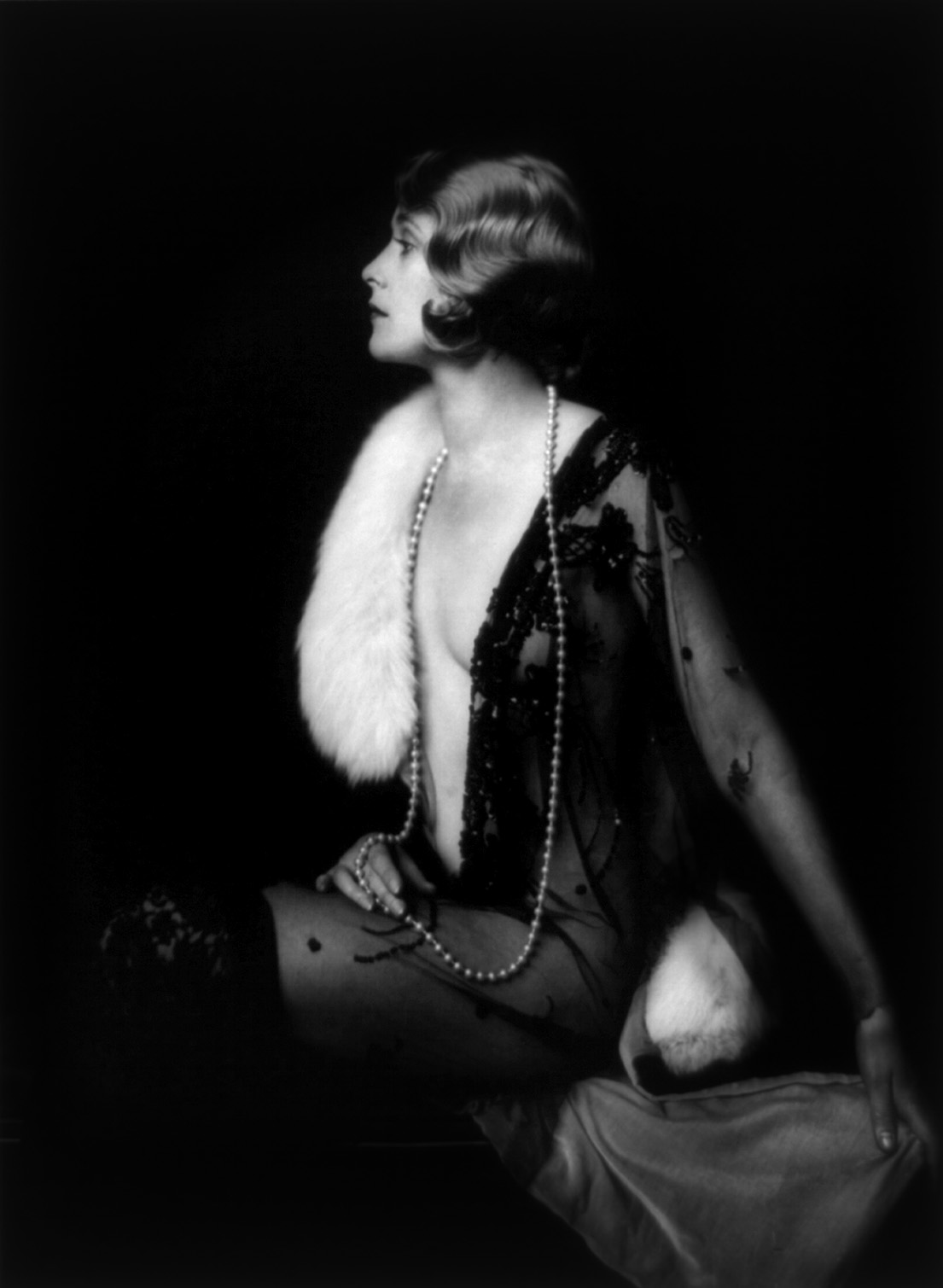
Muriel Finlay, garota Ziegfeld, de Alfred Cheney Johnston, ca. 1928
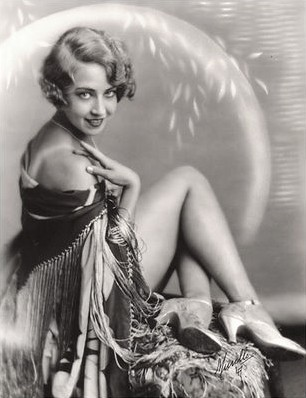
Uma fotografia de Doris Eaton Travis (1904-2010) por volta de 1920, durante os anos de Ziegfeld Follies.
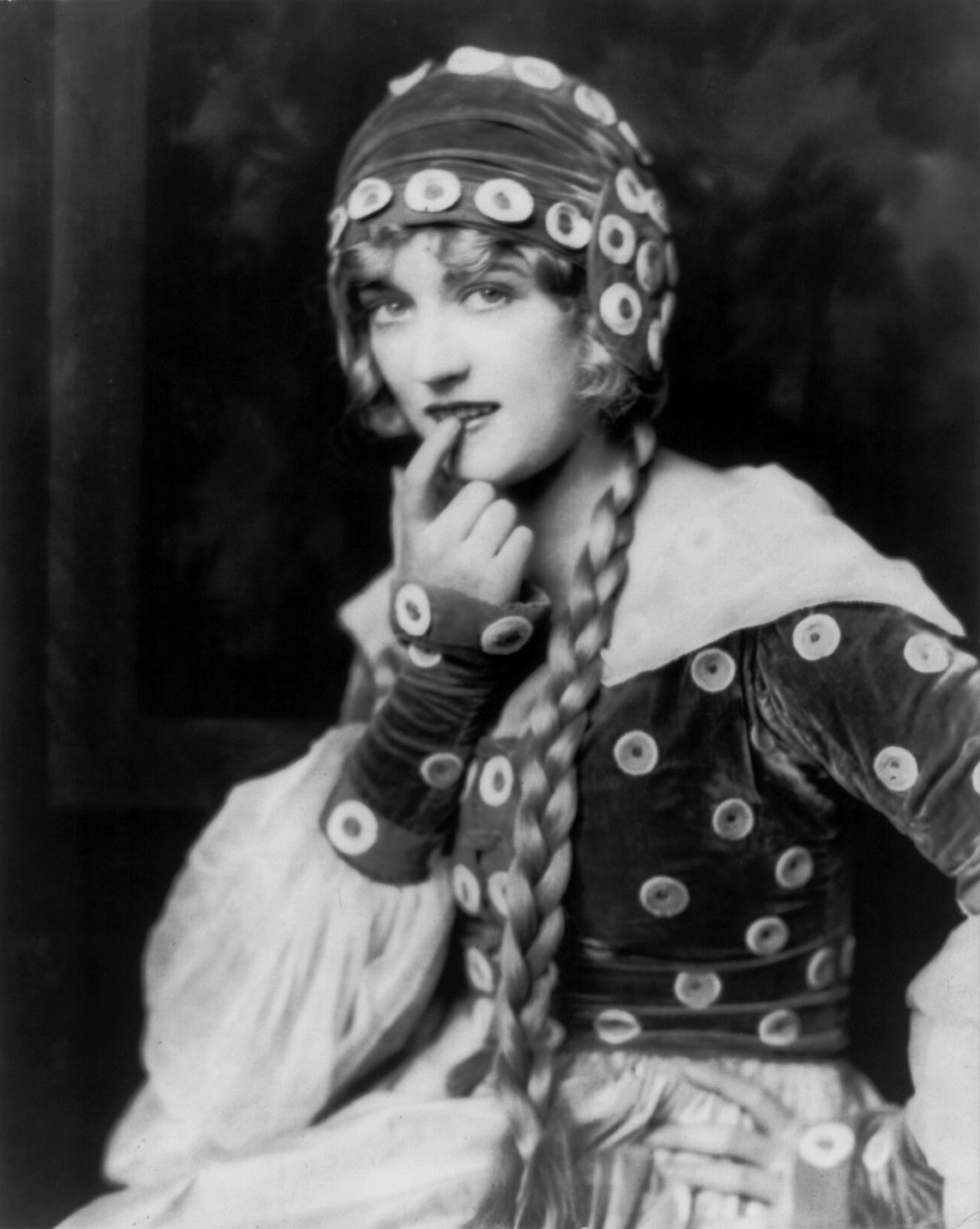
Marion Davies, garota Ziegfeld, por Alfred Cheney Johnston, 1924
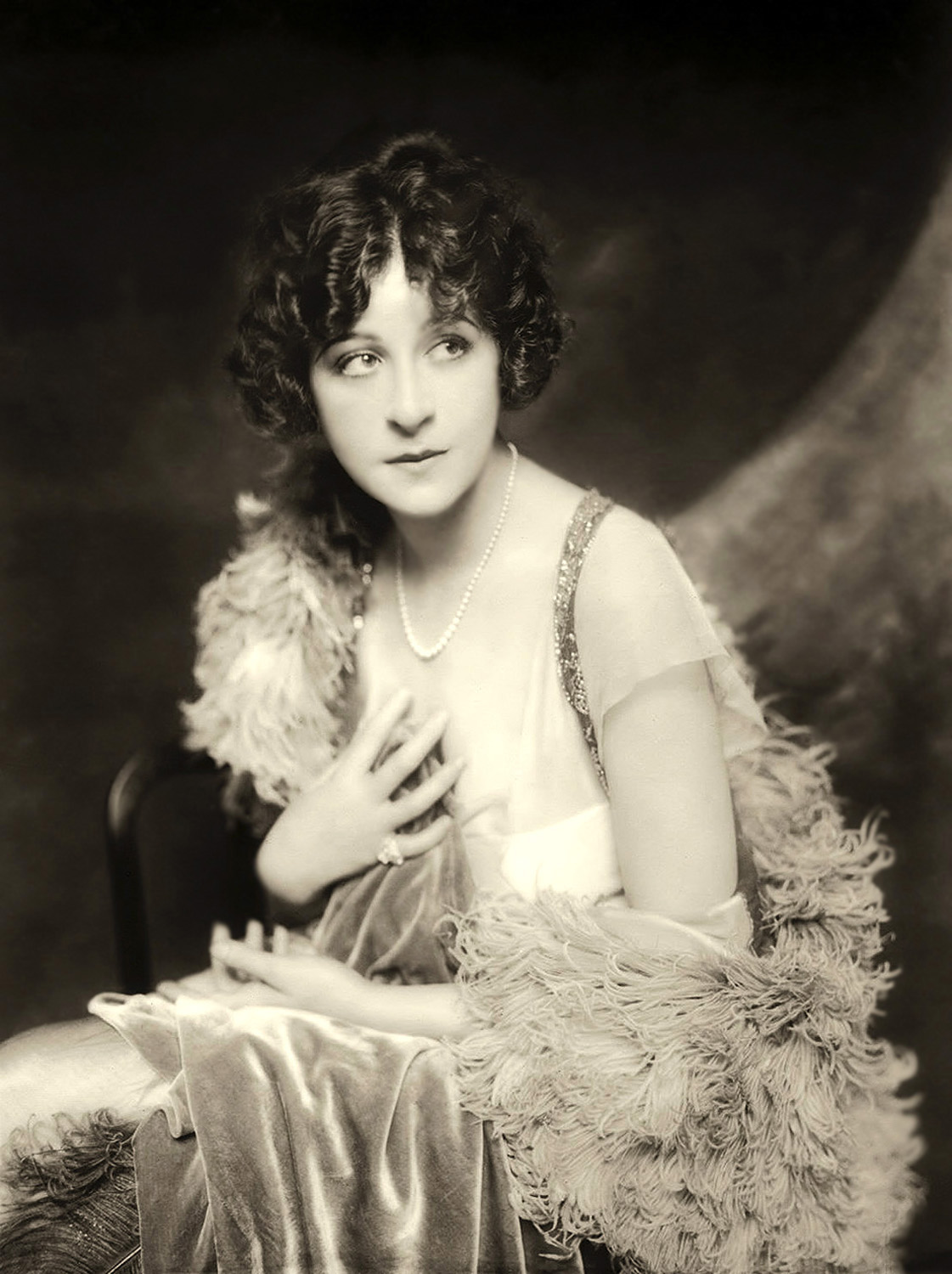
Fanny Brice, foto de Ziegfeld Follies, década de 1910 ou início da década de 1920
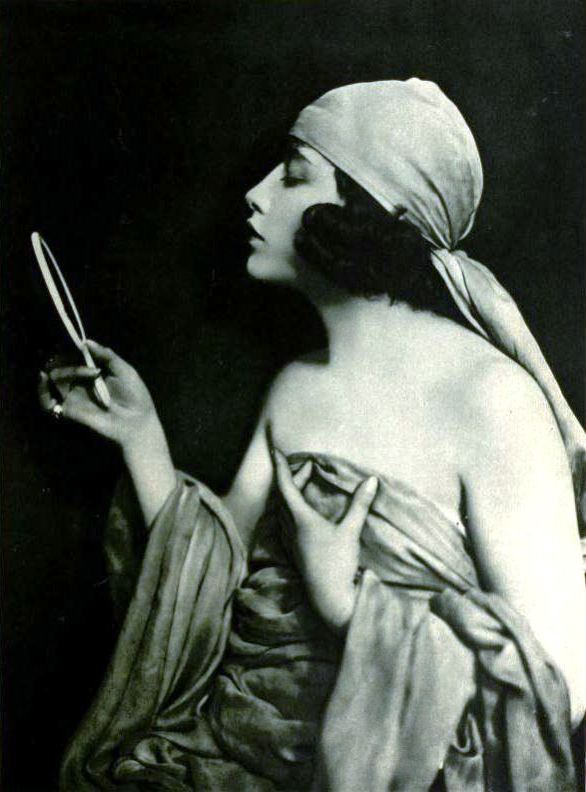
Dia de Shannon
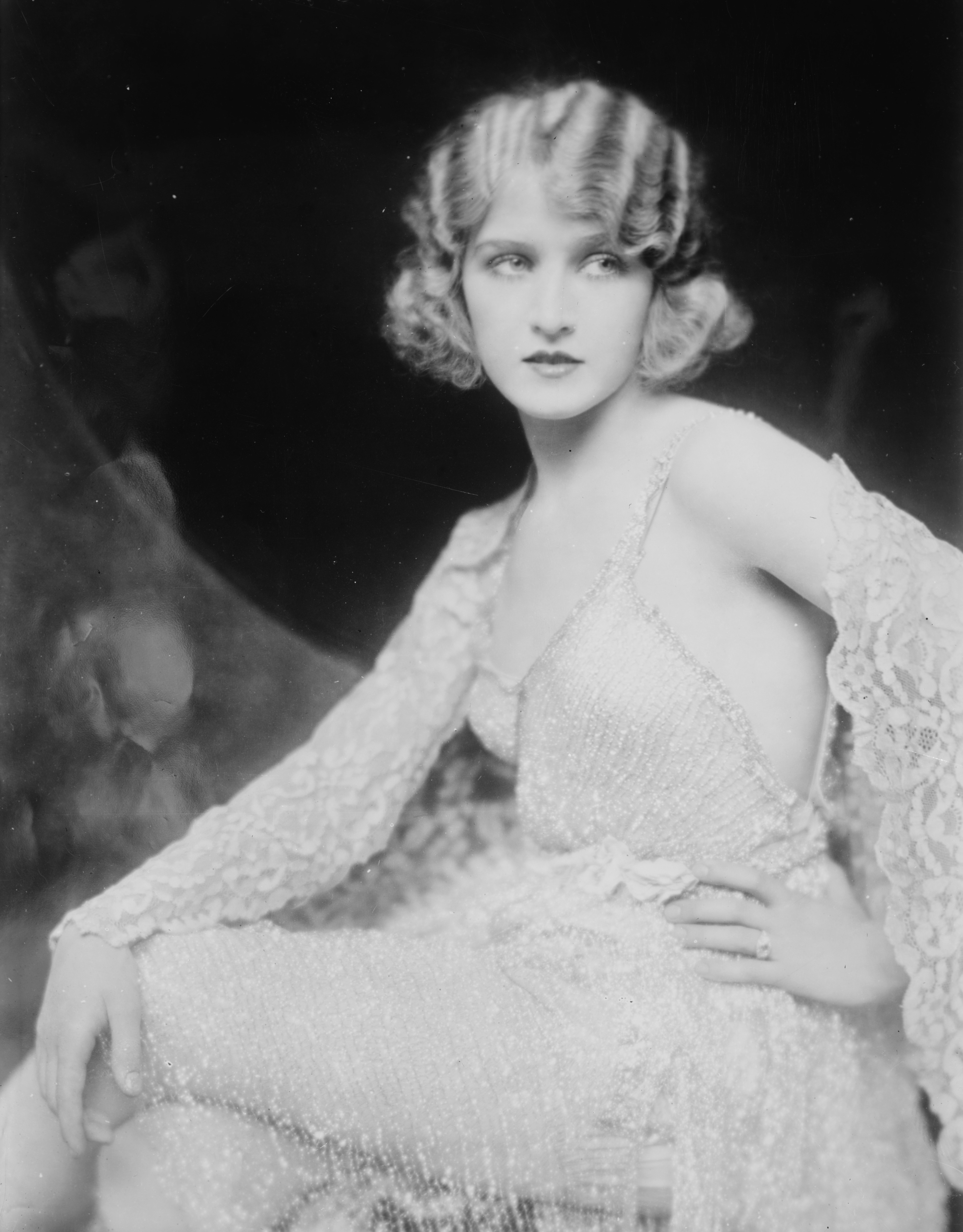
Mary Eaton
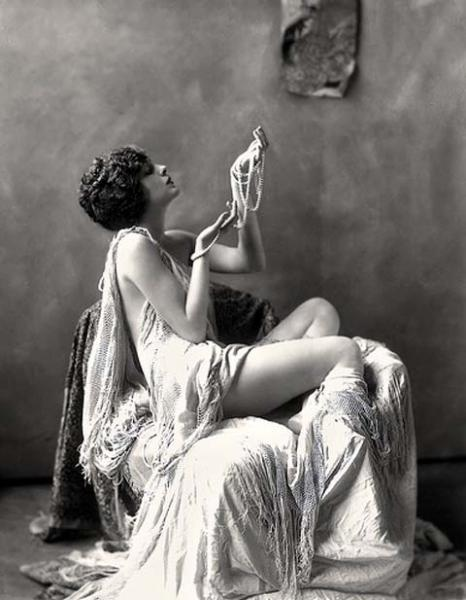
Billie Dove
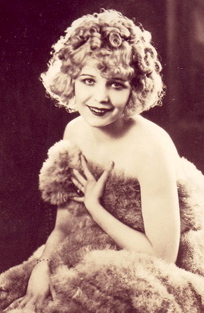
Dançarino Bee Palmer em peles
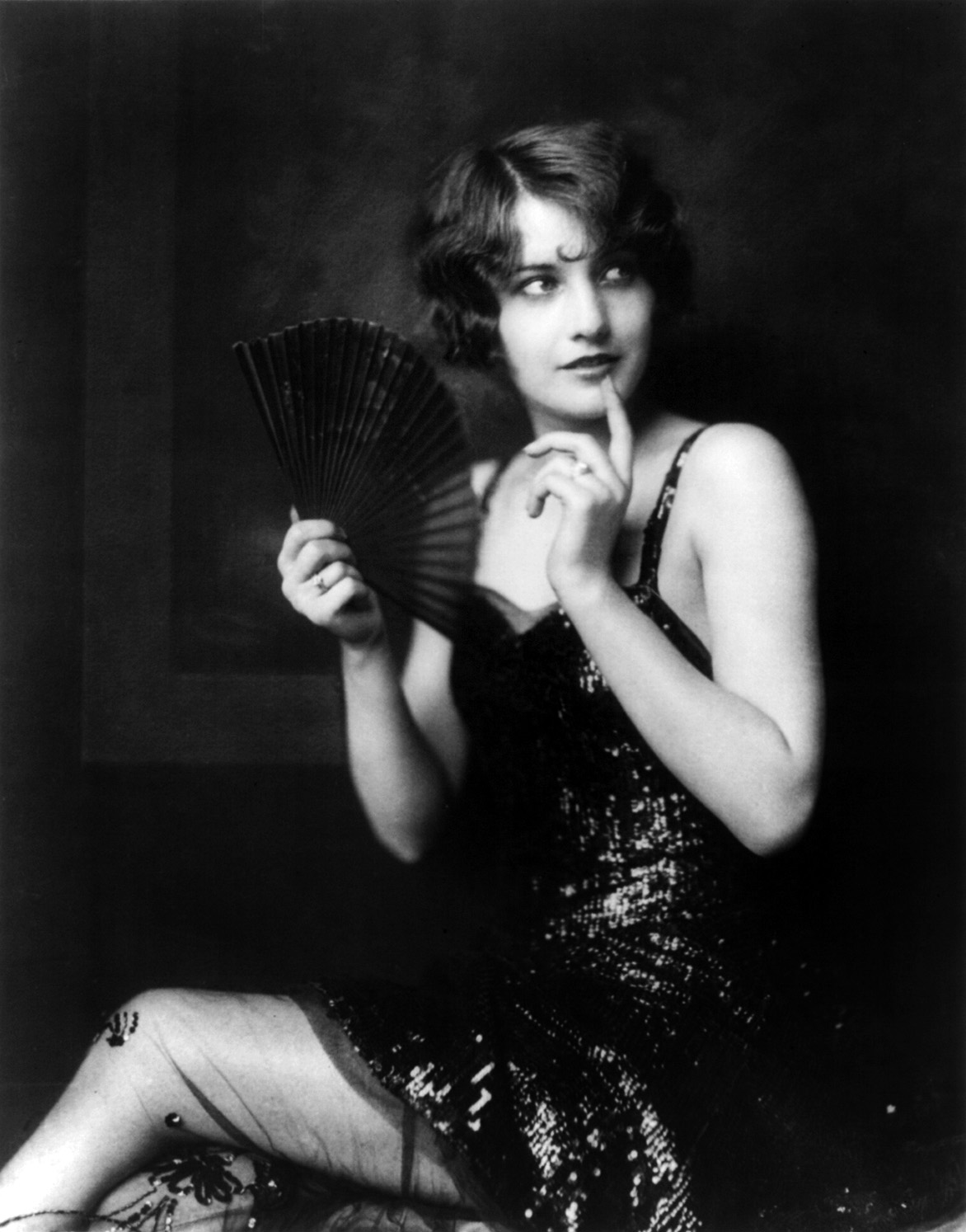
Barbara Stanwyck
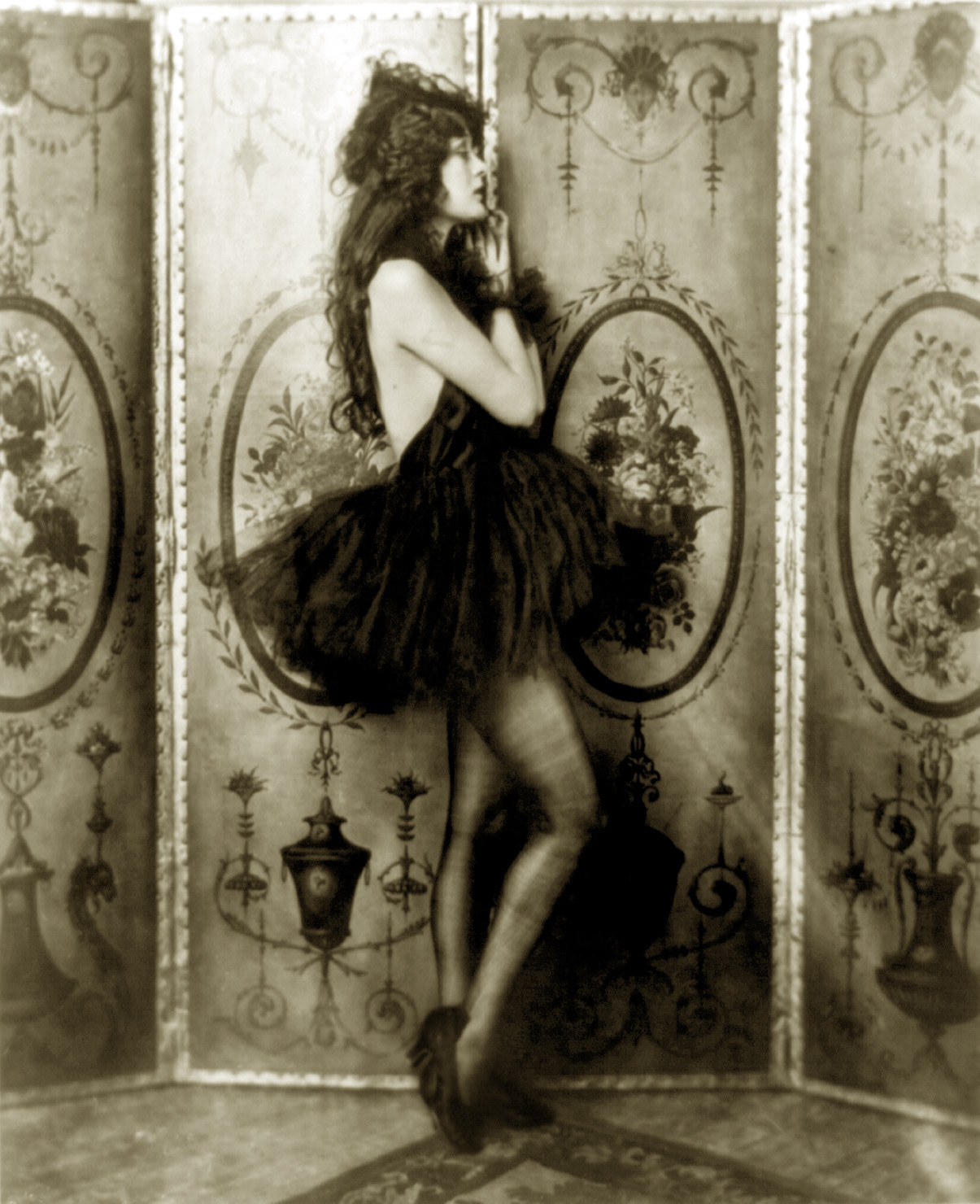
Dolores Costello
Blanche Satchel -> Blanche Satchel ->

## Adaptações / Na cultura popular
A versão de 1912 do Ziegfeld Follies incluía uma música intitulada Row, Row, Row, que foi adaptada por dois clubes de futebol em dois códigos diferentes    como música do clube.
Em 1962, o cantor de cabaré Jack Malcolmson, que estava se apresentando no Social Club do Richmond Football Club  em Richmond, Melbourne, adaptou a música à nova música do Tigers, I 'm From Tigerland, a pedido do membro do comitê de Richmond, Alf Barnett. (Anteriormente, a música do clube de Richmond era Onward The Tigers, ao som de Waltzing Matilda). Em 2014, o Herald Sun, de Melbourne, classificou o I 'm From Tigerland como a melhor música de clube de qualquer time da Liga Australiana de Futebol. As versões oficiais da música incluem uma gravação de 1972 pelos Fable Singers, que gravou a maioria das músicas dos clubes da AFL, e uma gravação de 2018, incluindo as lendas de Richmond, Matthew Richardson e Kevin Bartlett.
Row, Row, Row também foi adaptado pelo America Football Club no Rio de Janeiro como seu hino, o Hino do America, com o torcedor americano e o famoso compositor brasileiro Lamartine Babo ajudando a adaptar a música.
O musical Follies de Stephen Sondheim, de 1971, acontece em uma reunião de artistas do Weissman Follies, uma revista de ficção inspirada nos Ziegfeld Follies. Além de apresentar "fantasmas" de artistas escultóricas do auge das revistas, o musical inclui muitas músicas e números de produção que visam evocar os tipos de entretenimento tipicamente apresentados nas folias de Ziegfeld e outras revistas do período. Exemplos incluem desfile de showgirls ("Beautiful Girls"); uma música de tocha (Losing My Mind); uma canção cômica de calças folgadas ("The God-Why-You-Love-Me Blues"); e uma música nova ("Rain on the Roof").
Em The Drowsy Chaperone, há um personagem chamado Victor Feldzieg, produtor de Feldzieg Follies, uma paródia de Ziegfeld Follies.